# Мансфельды
Мансфельды (нем. Mansfeld) — один из древнейших графских родов Германии, берущий своё название от старинного замка в Мансфельде.
Предками рода были графы Кверфуртские, известные с середины X века. По страницам саксонских хроник XII—XIII вв. проходят многочисленные представители этого рода — бургграфы и архиепископы Магдебургские, графы Наумбургские, епископы Вюрцбурга, Наумбурга, Мерзебурга, Хильдесхайма.
Наибольшую славу мансфельдская ветвь Кверфуртского дома снискала в XVI веке на службе у Габсбургов. После смерти последнего из Мансфельдов в 1780 году его владения, за двести лет до того секвестрованные за долги, перешли в 3/5 к Саксонии, в 2/5 к Бранденбургу. С 1815 года Пруссия владела обеими частями бывшего графства.
Сестра последнего из Мансфельдов удержала за собой богемские владения предков. Её супруг, Франц фон Коллоредо, последний вице-канцлер Священной Римской империи, принадлежал к славному дворянскому роду, давшему Австрии полдюжины фельдмаршалов.
В 1789 году в память о заслугах Мансфельдов император возродил их фамилию, дозволив потомкам Франца фон Коллоредо и Марии Изабеллы фон Мансфельд впредь именовать себя князьями и графами Коллоредо-Мансфельдами.
В Лейпцигском сражении австрийскими войсками командовал сын этой пары, генерал Иероним фон Коллоредо-Мансфельд. Его родовые вотчины при Наполеоне были медиатизованы. Представители старшей (княжеской) ветви Коллоредо-Мансфельдов ныне проживают в Вене, младшей (графской) — в Бостоне (США).

Имения Мансфельдов
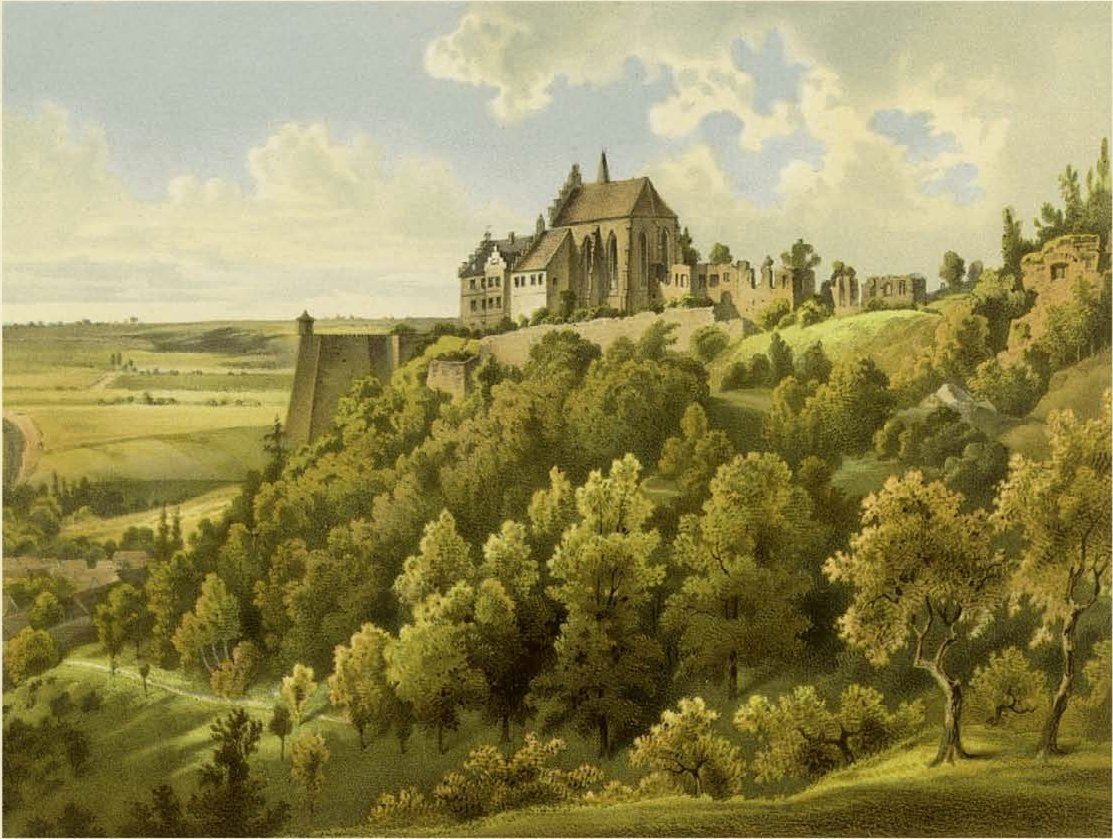
Замок Мансфельд
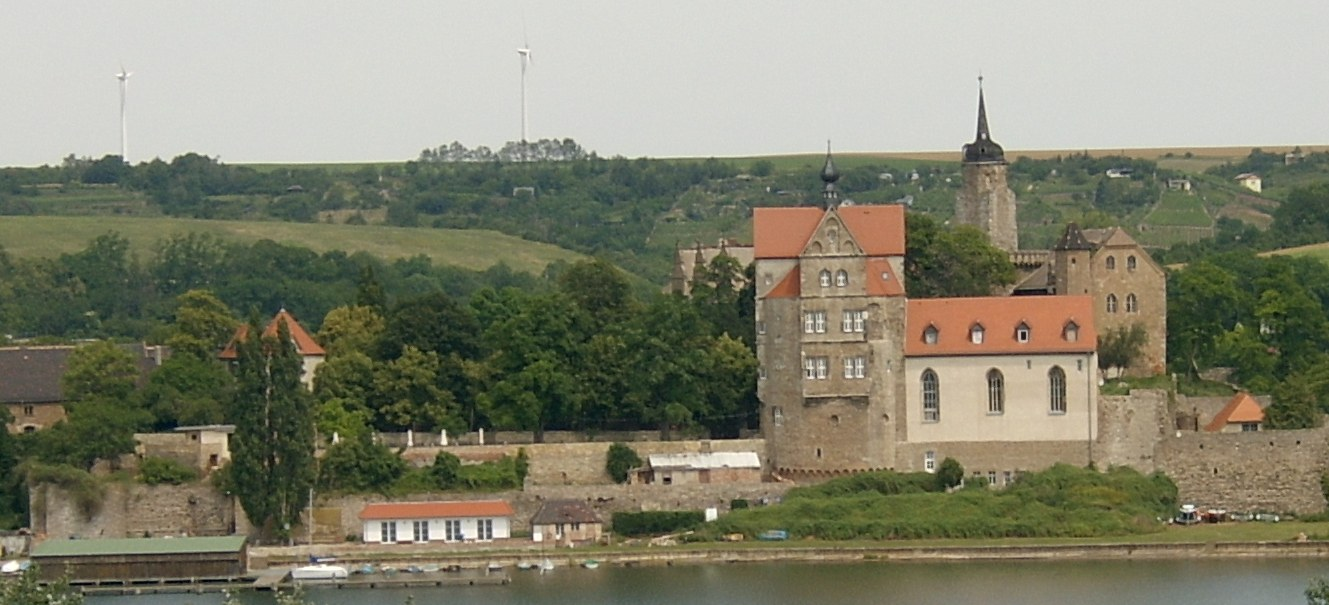
Зеебург (Мансфельд)
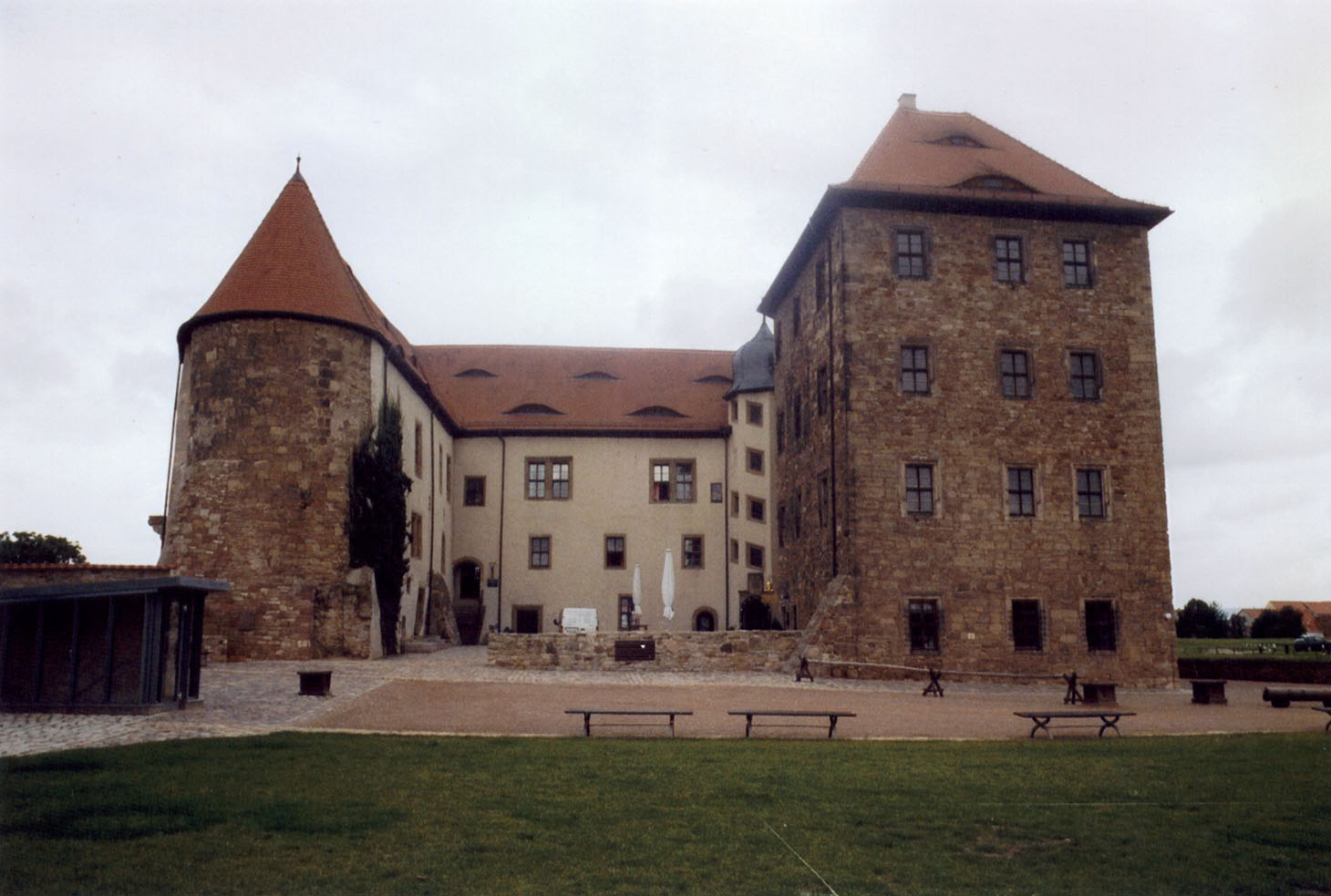
Замок Хельдрунген
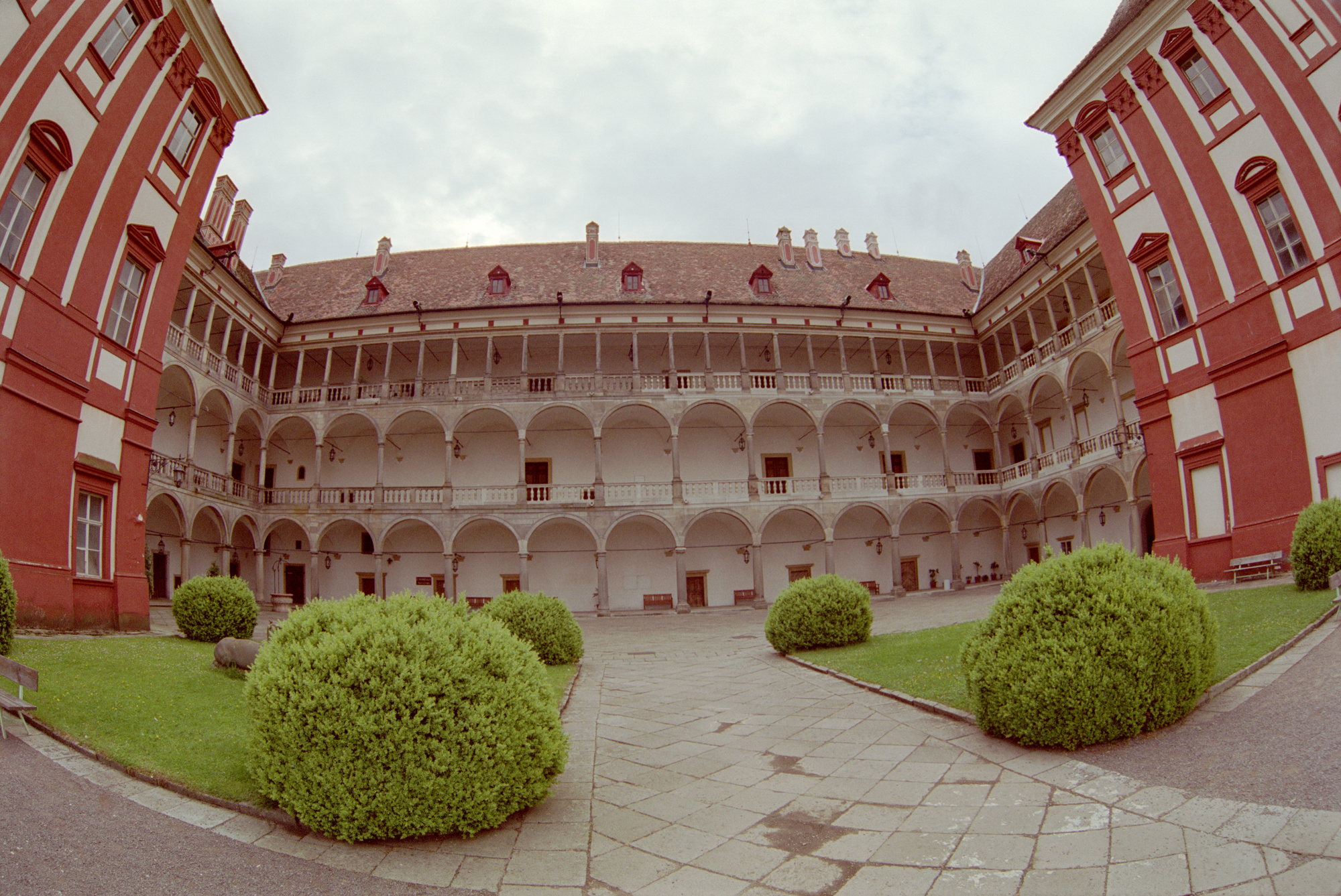
Ренессансный замок Коллоредо в Опочно
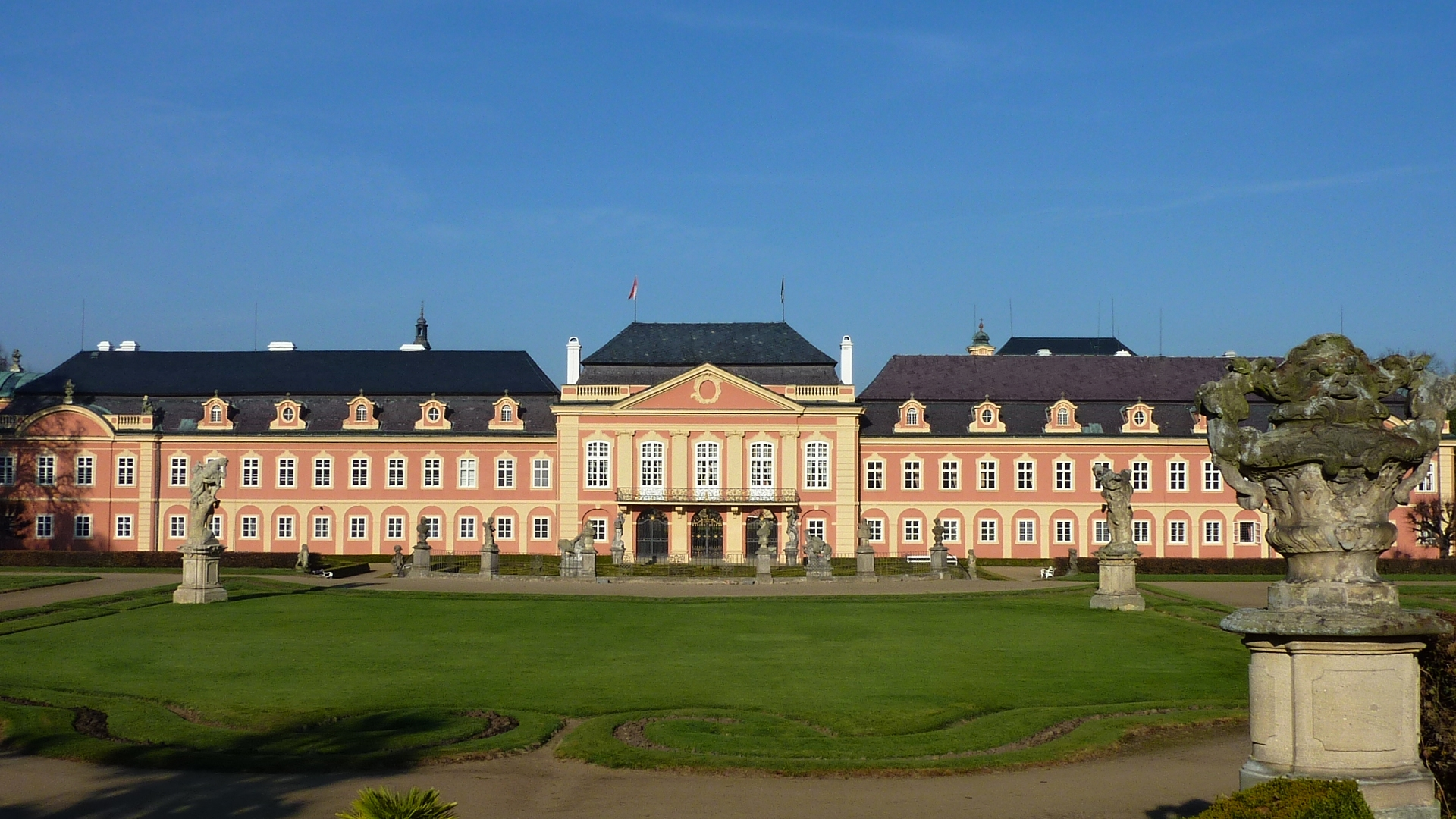
Добржишская усадьба

## Представители рода
- Мансфельд, Альбрехт III фон (1480—1560)
- Мансфельд, Петер Эрнст I фон (1517—1604)
- Мансфельд, Петер Эрнст II фон (1580—1626) — генерал Тридцатилетней войны
- Маньсфельд, Иоахим Фридрих фон (1581—1623) — генерал польско-шведской войны 1600—1611 годов